# Vaccinium stenophyllum
Vaccinium stenophyllum Steud. es una especie de arándano nativo del occidente de México, encontrada en los estados de Durango, Jalisco, Nayarit y Zacatecas.  

## Crecimiento
Es un arbusto o árbol de 50 cm a 1 m de alto, cuando mucho hasta 6 m. La corteza es grisácea y cuadriculada. Las hojas son verdes a verde-azules y las ramillas jóvenes pueden ser rojizas a café-rojizas, en ocasiones glauco-pruinosas. La forma de la hoja es elíptico-lanceolada a linear-oblonga y por lo general son coriáceas. Las flores son blancas o blanco-rosadas, en forma de vasija o urceoladas, de 4-5 milímetros de largo.

## Características

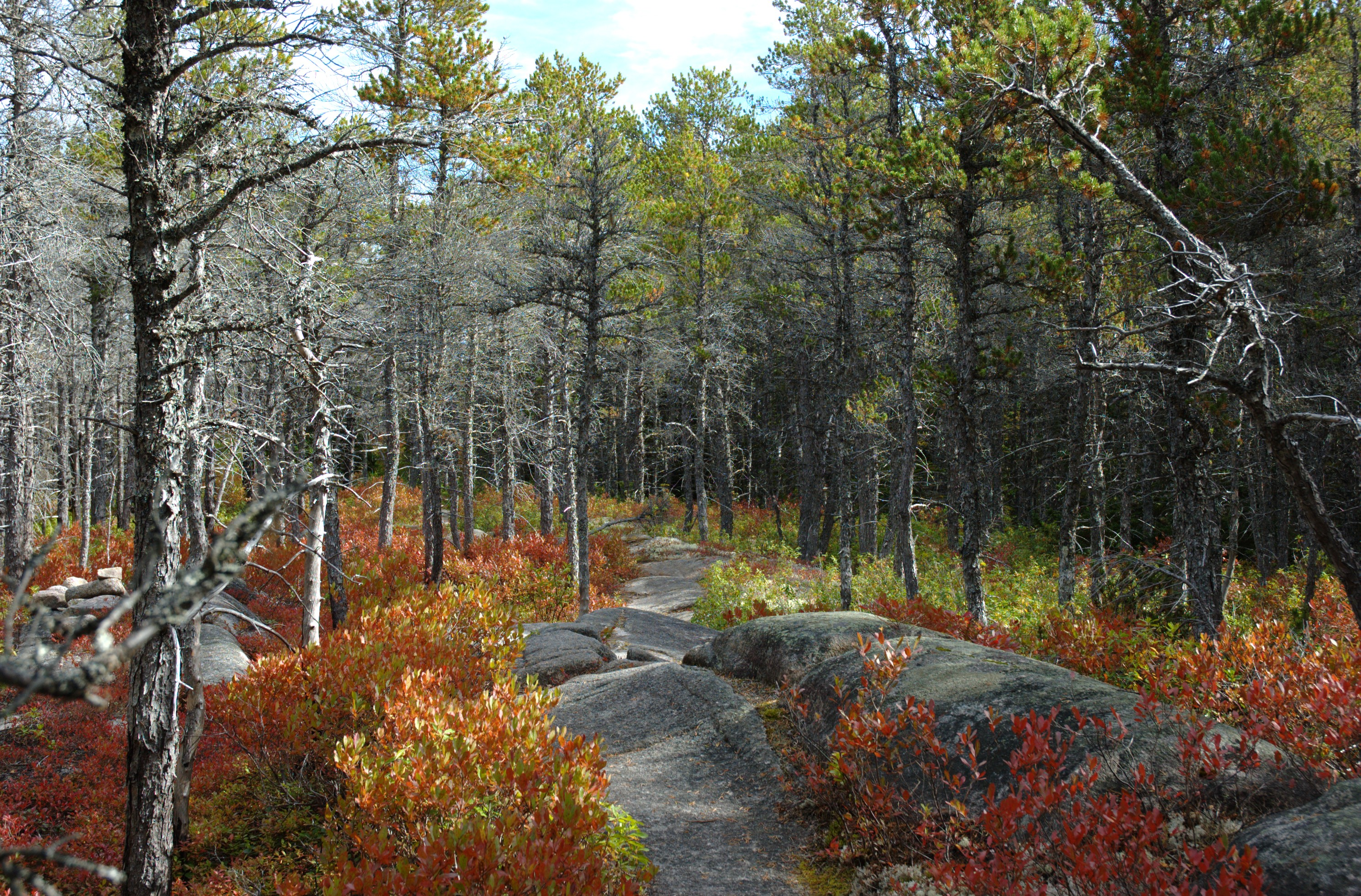
V. stenophyllum en un bosque de Pinus banksiana otra especie adaptada al fuego.

El fruto es una baya pequeña, de 5-6 mm, verde cuando jóven, tornándose rojiza a obscura al madurar, con sabor agradable, dulce a algo ácido. Esta planta crece mejor en sitios rocosos o con suelos pobres formando manchones en bosques de pino y encino. Crece junto a otros géneros de Ericaceae comunes en los bosques templados de México como son Arbutus, Comarostaphylis y Gaultheria .

## Distribución
Reportada para Durango, Nayarit, Jalisco y Sinaloa, en la confluencia de las provincias biogeográficas de la Sierra Madre Occidental, la Faja Volcánica Transmexicana y la Sierra Madre del Sur. Es una especie de arándano nativa y endémica al centro-occidente de México.

## Usos

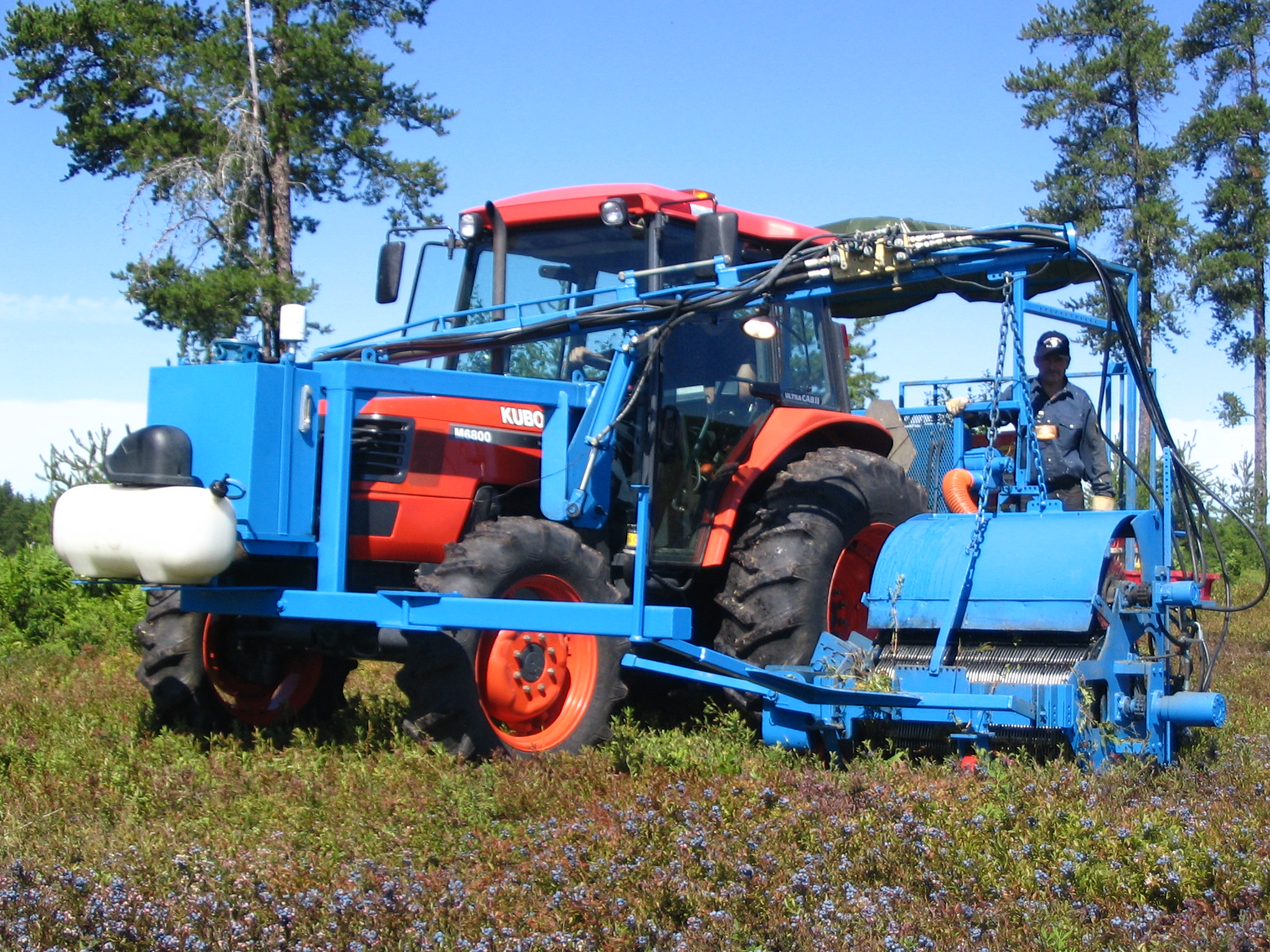
Recolectando arándanos por un tractor de arándanos en Nueva Brunswick, Canadá.

Los frutos son comestibles y se conocen con el nombre común de capulín, capulincillo, manzanilla o pinguica, aunque estos nombres también se aplican a la ericácea Arctostaphylos pungens y a otras plantas no emparentadas. 

## Taxonomía
Vaccinium stenophyllum fue descrita por Ernst Gottlieb von Steudel y publicado en Nomenclator Botanicus. Editio secunda 2: 740. 1841.
Etimología
Ver:  Vaccinium stenophyllum: epíteto latíno que significa "con hojas estrechas".
Sinonimia
- Cyanococcus angustifolium (Aiton) Rydb.
- Vaccinium angustifolium Benth.[4]